# 가이 바빌론
가이 바빌론(영어: Guy Babylon, 1956년 12월 20일 ~ 2009년 9월 2일)은 미국의 키보디스트이자 작곡가이다.
1988년부터 2009년까지 엘튼 존 밴드의 구성원으로서 키보드를 맡았다.
뮤지컬 《아이다》 음악 작업으로 2000년에 엘튼 존과 함께 그래미상을 받기도 했다.
2009년 9월 2일, 자택에서 수영을 하다가 급성 심근 경색으로 사망하였다.

## 주해
1. ↑  Best Musical Show Album 부문